# Старокалмашево
Старокалма́шево (рос. Старокалмашево, башк. Иҫке Ҡалмаш) — село у складі Чекмагушівського району Башкортостану, Росія. Адміністративний центр Старокалмашевської сільської ради.
Населення — 1849 осіб (2010; 1903 у 2002).
Національний склад:
- татари — 60 %
- башкири — 39 %